# 图蒂帕图
图蒂帕图（Thuthipattu），是印度泰米尔纳德邦Vellore县的一个城镇。总人口7068（2001年）。

## 人口
该地2001年总人口7068人，其中男性3463人，女性3605人；0—6岁人口838人，其中男405人，女433人；识字率64.08%，其中男性为72.91%，女性为55.59%。